# Blackbox

Blackbox egy ablakkezelő

A Blackbox egy letisztult, gyors ablakkezelő az X Window System grafikus felhasználói felülethez. Bár nem olyan robusztus, mint a KDE vagy a GNOME, mégis sokan használják, pontosan az egyszerűsége miatt. Fejlesztője Bradley T. Hughes, aki teljesen új projektként C++-ban készítette, majd MIT licenc alatt közzétette művét. Az alkalmazás forráskódja rendkívül letisztult, jól átlátható. Több Blackbox-alapú ablakkezelő készült, ilyen pl. a Fluxbox és az Openbox.